# Тишина (филм, 1982)
Вижте пояснителната страница за други значения на Тишина.
„Тишина“ е български игрален филм (документален) от 1982 година, по сценарий и режисура на Боян Папазов. Оператори са Георги Чолаков и Емил Пенев.

## Актьорски състав
Не е налична информация за актьорския състав.